# Saison 5 de Merlin
Chronologie
Saison 4
Cet article présente les treize épisodes de la cinquième et dernière saison de la série télévisée britannique Merlin.

## Généralités
L'histoire est basée sur la vie fictive du magicien Merlin et du Roi Arthur où la magie est devenue interdite et hors-la-loi aux yeux du Roi actuel, et père d'Arthur, Uther Pendragon. Malgré cela, Merlin se doit de protéger Arthur par tous les moyens moraux pour qu'il puisse devenir un jour un grand roi car tel est le destin d'Arthur…

## Synopsis
Lors de cette ultime saison, Camelot est à son apogée. Entouré de la reine Guenièvre et des Chevaliers de la Table Ronde, le roi Arthur n'a jamais été aussi puissant. Mais les graines de la discorde et de la destruction ont été semées et les forces du mal déchaînées par Morgane se rassemblent. Seul Merlin pourra déjouer le destin funeste annoncé depuis les origines..

## Distribution

### Acteurs principaux
- Colin Morgan (VF : Brice Ournac) : Merlin ou Emrys
- Bradley James (VF : Damien Witecka) : le roi Arthur de Camelot
- Katie McGrath (VF : Adeline Moreau) : Morgane, la dernière Grande-Prêtresse de l‘Ancienne Religion. Elle est la pupille et fille d'Uther Pendragon
- Angel Coulby (VF : Véronique Desmadryl) : la reine Guenièvre ou Gwen de Camelot et fille de Tom le forgeron
- Richard Wilson (VF : Patrick Préjean) : Gaïus
- John Hurt (VF : Vincent Grass) : voix originale du grand dragon, mentor de Merlin et l'un des rares à connaître son secret

### Acteurs récurrents
- Eoin Macken (VF : Anatole de Bodinat) : Gauvain
- Rupert Young (VF : Alexis Victor) : Sir Leon
- Adetomiwa Edun (VF : Jean-Baptiste Anoumon) : Elyan, le frère de Guenièvre
- Tom Hopper (VF : Axel Kiener) : Perceval
- Alexander Vlahos (VF : Jimmy Redler) : Mordred
- Maureen Carr (VF : Céline Ronté) : Dochraid
- Gary Lewis (VF : Gérard Darier) : Alator

### Invités
- John Bradley-West (VF : Yannick Blivet) : Tyr Seward (épisodes 1 et 7)
- Lindsay Duncan (VF : Isabelle Gardien) : la reine Annis (épisode 1)
- Julian Glover : Lochru (épisode 1)
- Liam Cunningham (VF : Féodor Atkine) : Ruadan (épisodes 1 et 2)
- Sophie Rundle (VF : Leslie Lipkins) : Sefa (épisodes 1 et 2)
- Josette Simon (VF : Blanche Ravalec) : la Diamère (The Euchdag) (épisodes 1 et 2)
- Stephen McCole (en) (VF : Emmanuel Gradi) : Ragnor (épisodes 1 et 2)
- Anthony Stewart Head (VF : Thierry Hancisse) : Uther Pendragon (épisode 3)
- Jane Thorne : Valdis (épisode 3)
- Gordon Munro : Alrick (épisode 3)
- Fintan McKeown (en) (VF : Bernard Métraux) : le roi Odin (épisode 4)
- Janet Montgomery (VF : Adeline Chetail) : la princesse Mithian (épisode 4)
- James Fox (VF : Michel Paulin) : le roi Rodor (épisode 4)
- Julian Seager : un guerrier d'Odin (épisode 4)
- Frances Tomelty (en) : Niede, l'une des trois Disir (épisode 5)
- Sian Thomas : Atorloppe, l'une des trois Disir (épisode 5)
- Helen Schlesinger (en) : Befelan, l'une des trois Disir (épisode 5)
- Andrew Tiernan : le sorcier Osgar (épisode 5)
- Kelly Wenham (en) : la reine Mab (épisode 6)
- Veronica Roberts (en) : Gelda Seward (épisode 7)
- Tony Guilfoyle (en) (VF : Philippe Ariotti) : Sindri (épisode 7)
- Zee Asha : Audrey (épisode 7)
- Mitch Benn (en) : Gerrin (épisode 8)
- Matthew Clancy : Albin (épisode 8)
- John Shrapnel : le roi Sarrum (épisode 8)
- Alfie Stewart : Daegel (épisode 8)
- Matthew Prowse : Saxon
- James Robinson : Sir Ranulf
- Erin Richards (VF : Julia Boutteville) : Eira
- Peter Guinness : Ari
- Barry Aird : Beroun

## Production

### Développement
Le 21 juillet 2011, Colin Morgan (l'interpréte de Merlin) expliquait lors d'un entretien que les scénaristes avaient pour projet l'écriture d'une cinquième saison. 
Le 26 juillet 2011, lors du Comic-Con 2011 de San Diego, les producteurs exécutifs, Johnny Capps et Julian Murphy ont confirmé officiellement qu'une cinquième saison était commandée et que celle-ci pourrait être la dernière.
Le 26 novembre 2012, BBC1 annonce que cette saison sera bien la dernière.

### Scénario
La saison reprendra trois ans après les évènements de la quatrième saison.

### Casting
En mars 2012, le retour du personnage de Mordred est annoncé lors de la saison et sera interprété par un autre acteur, Alexander Vlahos.
En avril 2012, Lindsay Duncan (la reine Annis) et Janet Montgomery (la princesse Mithian) ont été confirmés pour effectuer leur retour lors de la saison et l'acteur Liam Cunningham (vu dans Le Trône de fer) apparaîtra également dans la saison.
En juillet 2012, John Bradley-West (vu aussi dans Le Trône de fer) a obtenu un rôle dans la saison et Anthony Stewart Head est annoncé pour reprendre son rôle d'Uther le temps d'un épisode.

### Tournage
Le tournage de la saison a débuté en mars 2012.

## Résumé de la saison
Trois ans ont passé depuis qu'Arthur a retiré l'épée Excalibur de la pierre et repris avec l'aide de ses chevaliers le royaume de Camelot à sa demi-sœur Morgane. Il s'est par la suite marié avec Guenièvre. Le royaume a connu une longue période de paix. Mais la disparition inexpliquée de plusieurs Chevaliers de Camelot va bientôt confirmer le retour de Morgane. Cette dernière, emprisonnée pendant plus de deux ans au fond d'un puits avec le dragon blanc Aithusa , est avide de vengeance, rancunière et ses pouvoirs ont grandement augmenté. Elle laisse éclater toute sa rage sur les Chevaliers et les habitants de Camelot. De son côté, Merlin apprend l'existence d'un Fléau d'Arthur et est confirmé par le Grand Dragon qu'Arthur est condamné : il mourra de la main d'un druide. Peu de temps après, Merlin et Arthur font la connaissance d'une personne qu'ils reconnaissent : Mordred, le jeune druide qu'Arthur avait jadis sauvé du Roi Uther et qui est à présent devenu adulte. Merlin se méfie de Mordred, en qui il voit le meurtrier d'Arthur. De retour à Camelot, Mordred est fait Chevalier de la Table Ronde malgré l'appréhension de Merlin. Vers le milieu de la saison, la reine Guenièvre est enlevée par Morgane, qui la torture avec la mandragore, lui donnant des visions effrayantes. Lors de l'opération de sauvetage, Elyan, le frère de Guenièvre est tué de la main de Morgane. Mais Guenièvre, torturée, est finalement devenue l'alliée de Morgane. Durant quelques épisodes, elle restera sous l'influence de Morgane, trahissant Camelot et n'hésitant pas à attenter à la vie d'Arthur. Elle sera finalement délivrée du maléfice de Morgane par Arthur et Merlin grâce au Chaudron d'Arianrhod. Morgane, quant à elle, traquera sans relâche le sorcier du nom de Emrys (qui est en réalité Merlin), qui, selon une prophétie, sera responsable de sa mort. Un peu plus tard, une jeune druidesse (une amie d'enfance de Mordred) est capturée dans la forêt et est pendue, car elle a tenté de tuer le Roi Arthur. Mordred, révolté par cette sentence, trahit Camelot et rejoint Morgane dans la forêt. Il lui révèle que Emrys est en réalité Merlin. La sorcière, sous le choc de cette révélation, utilise une créature capable d'aspirer la magie sur Merlin, qui se retrouve privé de ses pouvoirs. Morgane, profitant de l'inefficacité de Merlin, décide d'attaquer Camelot avec une immense armée afin de renverser son frère. Mais Arthur ne compte pas se terrer dans son château et décide d'aller à la rencontre de l'armée de sa demi-sœur. Les deux armées s'affrontent lors de la Bataille de Camlann. Durant la bataille, Mordred porte un coup fatal à Arthur, réalisant ainsi la prophétie du Fléau d'Arthur. Il est ensuite tué par le jeune roi. Merlin, ayant récupéré ses pouvoirs et sous l'apparence d'Emrys, arrive en plein milieu de la bataille, chasse le dragon blanc Aithusa et met en déroute l'armée de Morgane, puis il emporte Arthur, blessé. Il lui avoue ensuite sa nature de sorcier, provoquant chez le roi une réaction de rejet. Gaïus constate la nature magique de la blessure du roi (en effet Mordred l'a frappé avec une épée forgée dans le souffle du dragon Aithusa) et informe Merlin que son unique chance de survie se trouve sur l'île d'Avalon. Merlin et Arthur avancent péniblement vers l'île, traqués par les sbires de Morgane. Cette dernière, ivre de rage, se précipite à leur rencontre. Mais le jeune sorcier la tue avec l'épée Excalibur, dont seule la lame (forgée elle aussi dans le souffle d'un dragon) peut arriver à tuer définitivement une grande prêtresse de l'Ancienne religion. Mais malgré tous ses efforts, y compris la contribution du dragon Kilgharrah, Merlin ne parvient pas à venir à temps sur l'île d'Avalon et Arthur meurt de sa blessure. Mais Kilgharrah assure alors à Merlin que lorsqu'il sera temps, Arthur se relèvera, ainsi qu'Albion. À Camelot, après la mort d'Arthur, la reine Guenièvre décide de gouverner seule le royaume.

## Liste des épisodes
1. Le Fléau d'Arthur, première partie
2. Le Fléau d'Arthur, deuxième partie
3. Le Spectre d'Uther
4. Le Sortilège de Morgane
5. Profanation
6. Disparition
7. Morgane et son alliée
8. Merlin et le Jeune Druide
9. Le Chaudron d'arianrhod
10. La guerre est déclarée
11. L’Approche des ténèbres
12. La Prophétie de Camlann, première partie
13. La Prophétie de Camlann, deuxième partie

### Épisode 1:Le Fléau d’Arthur, première partie
- Royaume-Uni : 6 octobre 2012 sur BBC One[10]
- France : 29 mars 2013 sur Canal+ Family[11]
- Québec : 22 janvier 2014 sur V

- Royaume-Uni : 7,12 millions de téléspectateurs[12] (première diffusion)

- Liam Cunningham (Ruadan)
- John Bradley-West (Tyr Seward)
- Lindsay Duncan (Reine Annis)
- Julian Glover (Lochru)
- Sophie Rundle (Sefa)
- Josette Simon (The Euchdag)
- Stephen McCole (Ragnor)

Trois ans se sont écoulés depuis qu'Arthur a retiré l'épée Excalibur de la pierre et repris avec l'aide de ses chevaliers Camelot à sa demi-sœur Morgane. Le royaume a connu une longue période de paix mais la disparition de Gauvain et de Perceval près du château d'Ismere présage du pire : Morgane prépare son retour. Arthur part aussitôt à leur secours avec les autres Chevaliers de la Table Ronde, en planifiant de contourner le château par les terres de la reine Annis pour surprendre Morgane. Guenièvre reste donc seule à Camelot avec pour seule compagnie Gaius et sa nouvelle servante, Sefa.
Sur la route, le régiment d'Arthur trouve les corps d'un groupe de druides dont un laisse une dernière vision à Merlin : un champ de bataille devenu charnier où Arthur tombe devant un mystérieux combattant. Le Dragon confie à Merlin que ce druide était voyant et que cette prophétie doit être prise au sérieux. Plus tard, Arthur rejoint la demeure d'Annis qui lui confie quelques informations : Morgane ferait creuser sous le château d'Ismere afin de trouver une clé capable d'amener un fléau. Pendant ce temps, Sefa rejoint en secret son père, le sorcier Ruadan, et lui donne le plan d'Arthur. Il court aussitôt prévenir Morgane qui surprend l'armée d'Arthur et les met en déroute. Seuls Merlin et Arthur s'échappent. Elyan et Leon retournent à Camelot, les autres sont capturés.

### Épisode 2:Le Fléau d’Arthur, deuxième partie
- Royaume-Uni : 13 octobre 2012 sur BBC One
- France : 29 mars 2013 sur Canal+ Family[11]
- Québec : 29 janvier 2014 sur V

- Royaume-Uni : 6,99 millions de téléspectateurs[12] (première diffusion)

- Liam Cunningham (Ruadan)
- Sophie Rundle (Sefa)
- Josette Simon (The Euchdag)
- Stephen McCole (Ragnor)

Arthur et Merlin, captifs, font route vers Ismere avec Mordred qui aide les deux hommes à supporter la rudesse des mercenaires. Merlin a encore le souvenir de la prophétie du druide et ne fait pas confiance à Mordred. Finalement les hommes de Camelot s'échappent.
À Camelot, Guenièvre se montre inflexible envers Sefa. Elle confie toutefois à Gaius que son plan n'est pas de tuer la servante mais de piéger son père, le druide Ruadan. Celui-ci vient en effet libérer sa fille mais il est blessé à mort dans sa fuite et ne peut qu'envoyer un message par corbeau à Morgane.
Arthur et Merlin atteignent Ismere en même temps que Mordred qui obtient les bonnes grâces de Morgane. Arthur infiltre les souterrains et aide Perceval à libérer les prisonniers avant de rejoindre Merlin parti retrouver Gauvain et son mystérieux sauveur. Merlin retrouve aussi Aithusa, le dragon blanc que Morgane a capturé et le fait fuir. Morgane retrouve Arthur et s'apprête à le tuer avec Merlin quand Mordred trahit la prêtresse et la poignarde dans le dos avant de sortir Arthur du château. Merlin est quant à lui guéri par la créature qui a sauvé Gauvain, la Diamair, elle lui confie que le fléau d'Arthur n'est pas Mordred mais Arthur lui-même.

### Épisode 3:Le Spectre d'Uther
- Royaume-Uni : 20 octobre 2012 sur BBC One
- France : 29 mars 2013 sur Canal+ Family[11]
- Québec : 5 février 2014 sur V

- Royaume-Uni : 6,86 millions de téléspectateurs[12] (première diffusion)

- Jane Thorne (Valdis)
- Gordon Munro (Alrick)
- Anthony Stewart Head (Uther Pendragon)

### Épisode 4:Le Sortilège de Morgane
- Royaume-Uni : 27 octobre 2012 sur BBC One
- France : 5 avril 2013 sur Canal+ Family[11]
- Québec : 12 février 2014 sur V

- Royaume-Uni : 6,86 millions de téléspectateurs[12] (première diffusion)

- Fintan McKeown (Roi Odin)
- Janet Montgomery (Princesse Mithian)
- James Fox (Roi Rodor)
- Julian Seager (un guerrier d'Odin)

Avec l'aide du roi-guerrier Odin, Morgane prend le château du roi Rodor et le capture avec sa fille, la princesse Mithian. Elle organise son plan pour tuer Arthur : accompagner Mithian à Camelot en prenant l'apparence de sa vieille duègne, et forcer la princesse à attirer Arthur dans un piège. Le jeune roi décide d'accourir au secours du roi Rodor sans se douter qu'Odin et ses hommes se préparent à le recevoir. Merlin pressent le danger sans parvenir à arrêter Arthur qui fait route avec ses chevaliers pour une attaque surprise.
Sur la route, Gaius remarque que le corps de Ilde (Morgane), d'apparence âgée, trahit pourtant des signes de jeunesse. Quand Mithian tente de prévenir Merlin, Morgane use de magie sur lui et l'assomme. Arthur le laisse donc aux soins de Gaius et Gauvain tandis qu'il rejoint le tombeau où se serait réfugié Rodor. Il tombe alors dans le piège d'Odin et Morgane. Mais Gaius utilise la magie pour guérir Merlin qui part avec Gauvain à la rescousse d'Arthur et des autres chevaliers.

### Épisode 5:Profanation
- Royaume-Uni : 3 novembre 2012 sur BBC One
- France : 5 avril 2013 sur Canal+ Family[11]
- Québec : 19 février 2014 sur V

- Royaume-Uni : 6,88 millions de téléspectateurs[12] (première diffusion)

- Frances Tomelty (en) (Niede)
- Sian Thomas (Atorloppe)
- Helen Schlesinger (Befelan)
- Andrew Tiernan (Osgar)

Trois devineresses jettent une malédiction sombre sur le roi de Camelot dans les profondeurs noires d'une grotte antique. Le sorcier Osgar est chargé d'annoncer le jugement de ces trois femmes à Arthur. À Camelot, le nom du sorcier résonne dans les oreilles des habitants, Arthur est déterminé à pourchasser ce sorcier et part avec ses chevaliers dans la forêt pour le trouver. Finalement Osgar réussi à délivrer son message avant de mourir ayant été blessé par Gauvain et Elyan quelques minutes avant. Au château, Gaius informe le Roi que le médaillon donné par Osgar est le jugement de la Triple Déesse (représentée sur Terre par les trois devineresses) contre lui mais qu'elle prévoit aussi son destin. Malgré les conseils de Gaius et Merlin, Arthur est têtu et refuse de prendre les mots des Disirs au sérieux et en conséquence, jugeant que personne d'autre à part lui n'a à décider de son destin.

### Épisode 6:Disparition
- Royaume-Uni : 10 novembre 2012 sur BBC One
- France : 5 avril 2013 sur Canal+ Family[11]
- Québec : 26 février 2014 sur V

- Royaume-Uni : 6,85 millions de téléspectateurs[12] (première diffusion)

- Kelly Wenham (en) (Reine Mab)

Elyan et Guenièvre se rendent avec quelques chevaliers sur la tombe de leur père. Sur le chemin du retour, ils sont attaqués par des serpents; Léon et Perceval tombent et se vont mordre par l'un d'eux. S'étant éloignée de l'attaque sur les conseils d'Elyan, Guenièvre est capturée par Morgane qui l'emprisonne dans la Tour noire, un édifice en plein milieu d'une plaine morte. À Camelot, Gaius essaye tant bien que mal de guérir Léon et Perceval. Il en est sûr, cette attaque a été planifiée par Morgane, le venin des serpents est l'œuvre de la magie noire. Arthur et ses chevaliers se lancent donc à la recherche de la reine. Sur la route, Elyan se sent coupable de n'avoir pu sauver sa sœur. Dans la nuit, Leon et Perceval, touchés par un sortilège de Morgane, rêvent de la Tour et de ses maléfices. Merlin pressent le piège tendu par Morgane, mais Arthur ne veut courir aucun risque. Pendant ce temps, Morgane essaie de se rapprocher de Guenièvre en lui racontant les tourments qu'elle a vécus, après l'avoir libéré d'une salle chargée de mandragore qui lui donne des visions effrayantes.

### Épisode 7:Morgane et son alliée
- Royaume-Uni : 17 novembre 2012 sur BBC One
- France : 12 avril 2013 sur Canal+ Family[11]
- Québec : 5 mars 2014 sur V

- Royaume-Uni : 6,86 millions de téléspectateurs[12] (première diffusion)

- John Bradley-West (Tyr Seward)
- Veronica Roberts (Gelda Seward)
- Tony Guilfoyle (Sindri)
- Zee Asha (Audrey)

Merlin accompagne Arthur et Guenièvre à une promenade à cheval pour leur anniversaire de mariage, lorsqu'une bombe magique fait tomber Arthur. Deux mercenaires l'attaque, mais heureusement Arthur les neutralises et en sort indemne. À Camelot, on découvre que la selle du roi a été trafiquée avant cette balade. Le garçon d'écurie attitré du roi, Tyr Seward, est accusé et condamné à mort pour haute trahison. Le jeune homme connait les coupables mais refuse de le dire craignant que ceux-ci s'attaquent à sa mère. Merlin court dire les informations récoltées lors de cette visite à Arthur. Le roi veut voir Tyr, mais la reine l'en empêche lui suggérant d'attendre le lendemain. Guenièvre toujours sous l'influence de Morgane exécute le palefrenier elle-même durant la nuit, de peur qu'il ne révèle la vérité.
Morgane et Guenièvre se retrouvent dans la forêt, la reine lui informe que le plan a échoué, mais les deux femmes se font repérer par une patrouille, elles s'enfuient et Morgane lance sa magie sur Gauvain, qui tombe violemment de cheval. Arthur est conscient qu'un traître est dans l'enceinte du château, il demande donc à Gaius et Merlin d'aller vérifier l'endroit où la patrouille a été attaquée. Sur les lieux Gaius et Merlin retrouvent un morceau de tissu de grande manufacture, ils en concluent qu'il ne peut appartenir qu'à quelqu'un de haut placé.
Morgane se rend chez un marchand pour acheter du poison, lors d'une entrevue elle en donne à Guenièvre pour exécuter Arthur. Au dîner, Guenièvre met à exécution son plan, au même moment Merlin est en train de laver les affaires du couple royal et reconnaît sur la cape de Guenièvre les mêmes motifs que le tissu trouvé en forêt. Il accourt vers les appartements du roi, mais il est déjà trop tard, Arthur est au bord de la mort. Guenièvre accuse donc Merlin de trahison, jugeant que celui-ci a eu accès à la nourriture du roi. Merlin comprend qu'elle est l'auteure de la tentative d'assassinat sur Arthur.
Au cachot, il demande l'aide de Gaius qui lui donne la potion de vieillesse pour qu'il devienne « Emrys » et aille guérir Arthur. Merlin se fait repérer, la citadelle est en état d'alerte, mais grâce à sa magie il plonge Camelot dans le noir et accède à la chambre d'Arthur. Guenièvre s'étant retirée dans des appartements plus sûrs, Merlin sauve de justesse Arthur grâce à ses pouvoirs.

### Épisode 8:Merlin et le Jeune Druide
- Royaume-Uni : 24 novembre 2012 sur BBC One
- France : 12 avril 2013 sur Canal+ Family[11]
- Québec : 12 mars 2014 sur V

- Royaume-Uni : 6,86 millions de téléspectateurs[12] (première diffusion)

- Mitch Benn (Gerrin)
- Matthew Clancy (Albin)
- John Shrapnel (Roi Sarrum)
- Alfie Stewart (Daegel)

Guenièvre est toujours sous le contrôle de Morgane, elles prévoient un plan pour tuer Arthur. Un jeune druide demande l'aide de Merlin pour sauver sa sœur malade qui serait à une demi-journée de marche, ils partent le lendemain mais en chemin ils rencontrent Morgane. Merlin comprend que le soi-disant druide l'a attiré dans un piège en échange d'argent. Morgane assomme Merlin et lui donne un poison mortel. Pendant ce temps à Camelot, Arthur est en plein dans les affaires d'État, puisqu'il a invité le roi sanguinaire, Sarrum, dans l'objectif de signer un traité de paix. Les deux hommes ont en effet un ennemi commun : Morgane. Gaius s'inquiète de ne pas revoir Merlin et en informe le roi, mais Guenièvre réussit à détourner l'attention d'Arthur.

### Épisode 9:Le Chaudron d'Arianrhod
- Royaume-Uni : 1er décembre 2012 sur BBC One
- France : 12 avril 2013 sur Canal+ Family[11]
- Québec : 19 mars 2014 sur V

- Royaume-Uni : 6,76 millions de téléspectateurs[12] (première diffusion)

### Épisode 10:La guerre est déclarée
- Royaume-Uni : 8 décembre 2012 sur BBC One
- France : 19 avril 2013 sur Canal+ Family[11]
- Québec : 26 mars 2014 sur V

- Royaume-Uni : 7 millions de téléspectateurs[12] (première diffusion)

- Barry Aird (Beroun)
- Sorcha Cusack (Finna)
- Gary Lewis (Alator de Catha)

### Épisode 11:L’Approche des ténèbres
- Royaume-Uni : 15 décembre 2012 sur BBC One
- France : 19 avril 2013 sur Canal+ Family[11]
- Québec : 2 avril 2014 sur V

- Royaume-Uni : 7,34 millions de téléspectateurs[12] (première diffusion)

- Alexandra Dowling (Kara)

Arthur, Merlin et les chevaliers rencontrent un convoi qui vient de se faire attaquer par les Saxons. Alors qu'ils repartent, Mordred aperçoit une jeune fille blessée qui se cache, il est évident qu'il la connaît. Plus tard, il la rejoint discrètement pour l'aider, elle se nomme Kara et fait partie des druides. Elle remet en question les allégeances de Mordred envers le roi. 
Un peu plus tard, elle poignarde le roi et celui-ci ne doit son salut qu'à la magie de Merlin. La jeune fille est capturée et condamnée à être pendue. Mordred est révolté par cette sentence. Il se retrouve déchiré entre la loyauté et l'amour mais il ne réalise pas que la voie étroite qu'il choisit va avoir des conséquences sur le destin de Camelot.

### Épisode 12:La Prophétie de Camlann, première partie
- Royaume-Uni : 22 décembre 2012 sur BBC One
- France : 26 avril 2013 sur Canal+ Family[11]
- Québec : 9 avril 2014 sur V

- Royaume-Uni : 8,45 millions de téléspectateurs[12] (première diffusion)

- John Lynch (Balinor)
- Erin Richards (Eira)
- Peter Guinness (Ari)

Mordred a maintenant rejoint Morgane et assiste à la mise en place de son plan. Elle envisage d'utiliser une créature capable d'aspirer la magie d'un être et en fait l'expérience sur l'un de ses alliés, Ari. La créature, enfermée dans une caisse, est ensuite déposée dans la chambre de Merlin, tandis que celui-ci est occupé à la taverne à ruiner Arthur au jeu de dés, utilisant la magie pour gagner. À son retour, il ne remarque pas Gaius assommé et est attaqué par la créature. Gaius surgit et la tue mais le mal est fait : Merlin est à présent sans pouvoirs.
Parallèlement, un village est attaqué au nord par les troupes de Morgane et Gauvain secourt Eira, une jeune femme qui n'aura ensuite aucun mal à récolter ses bavardages. Alliée à Morgane, elle peut ainsi lui transmettre les plans du roi. Arthur refuse en effet de se terrer à Camelot et décide au contraire d'aller au devant de l'armée de sa sœur, bien qu'il la sache trop importante pour espérer la vaincre. Il projette de profiter d'un col étroit de montagne pour renverser l'avantage du nombre de Morgane. Cependant, celle-ci prend connaissance des plans d'Arthur et de l'existence d'un passage qui permet à son armée d'encercler celle de son frère.
De son côté, Merlin choisit de ne pas accompagner Arthur et de se rendre dans l'Antre du Cristal dans la Vallée des Rois Déchus. Morgane, avertie par la protégée de Gauvain, l'attend et l'enferme le laissant pour mort. Merlin voit alors son père lui apparaître sous forme d'esprit. Il lui explique qu'il est la magie et que nul ne peut donc lui prendre ce qu'il est. Il l'encourage à ne pas baisser les bras et à croire en lui. Merlin retrouve finalement ses pouvoirs et via un cristal, réussit à voir le site de la future bataille et à communiquer avec Arthur dans ses rêves, le mettant en garde contre le passage trouvé par Morgane et les plans de cette dernière. Arthur se réveille et envoie Perceval à la recherche de ce passage avec une partie de son armée pour bloquer l'avancée de Morgane.

### Épisode 13:La Prophétie de Camlann, deuxième partie
- Royaume-Uni : 24 décembre 2012 sur BBC One[13]
- France : 26 avril 2013 sur Canal+ Family[11]
- Québec : 16 avril 2014 sur V

- Royaume-Uni : 7,8 millions de téléspectateurs[12] (première diffusion)

- Barry Aird (Beroun)

Emrys parvient à Camlann au plus fort de la bataille et dans une impressionnante démonstration de ses pouvoirs, donne l'avantage à Arthur. Malgré tout, Arthur est rejoint par Mordred qui lui porte un coup mortel. Arthur tue Mordred en retour puis s'effondre. Tandis que ses chevaliers le cherchent en vain, Emrys emporte Arthur. Il lui avoue ensuite sa nature de sorcier, provoquant chez Arthur une réaction de rejet. Gaïus qui seul les accompagne constate la nature magique de la blessure du roi et informe Merlin que son unique chance de survie se trouve à Avalon chez les Sidhes. Il parvient également à raisonner Arthur concernant la confession de son serviteur. Plus tard, Arthur et Merlin partent pour Avalon, tandis que Gaïus rentre à Camelot, informant la cour de la trahison d'Eira. Celle-ci est utilisée pour conduire Morgane sur une fausse piste puis elle est pendue.
Parallèlement, Gauvain et Perceval décident de tendre un piège à Morgane mais ils sont capturés. Morgane torture Gauvain à mort en lui extirpant les informations qu'elle désire puis se précipite à la rencontre d'Arthur et Merlin. Trop confiante, Morgane ne se méfie pas de l'épée que brandit Merlin. Excalibur, forgée dans le souffle d'un dragon, est en effet en mesure de l'atteindre contrairement à une arme mortelle. Il tue Morgane et essaye de reprendre le chemin d'Avalon. Malgré tous ses efforts, y compris la contribution de Kilgharrah, il ne parvient pas à venir à temps sur l'île d'Avalon et Arthur meurt devant Merlin. Kilgharrah assure que lorsqu'il sera temps, Arthur se relèvera. 

## Audiences
Aux États-Unis, la saison diffusée sur la chaîne Syfy, débute avec 1 640 000 téléspectateurs. Si ce nombre reste plus élevé les deux semaines suivantes, il diminue ensuite. Le dernier épisode attire 1 370 000 personnes. En moyenne, la saison a été regardée par 1 440 000 téléspectateurs.  
En France, la diffusion de la saison 5 sur NRJ12 débute le 6 décembre 2014 à 20h50.